# I Wanna Be Sedated
I Wanna Be Sedated – dwunasty singel zespołu Ramones promujący album Road to Ruin. Wydany w Holandii w 1979 przez wytwórnię Sire Records. Na amerykańskim i brytyjskim rynku ukazał się rok później w nieco zmienionej wersji, wydany przez RSO Records.
W 2004 utwór został sklasyfikowany na 144. miejscu listy 500 utworów wszech czasów magazynu Rolling Stone.

## Lista utworów
Wersja holenderska:
1. „I Wanna Be Sedated” (Joey Ramone) – 2:29
2. „I Don't Want You” (Joey Ramone) – 2:26

Wersja amerykańska i brytyjska:
1. „I Wanna Be Sedated” (Joey Ramone) – 2:29
2. „The Return of Jackie and Judy” (Ramones) – 3:12

## Skład
- Joey Ramone – wokal
- Johnny Ramone – gitara, wokal
- Dee Dee Ramone – gitara basowa, wokal
- Marky Ramone – perkusja